# Porsha Stubbs-Smith
Porsha Stubbs-Smith là một chính trị gia người Turks và Caicos, bà từng giữ chức Bộ trưởng Bộ Du lịch, Môi trường, Di sản và Văn hóa.

## Sựề nghiệp
Stubbs-Smith được bầu vào House of Assembly của Quần đảo Turks và Caicos tại cuộc tổng tuyển cử năm 2012 trong cuộc tổng tuyển cử cho Đảng toàn quốc Progressive. Ban đầu, bà là Bộ trưởng Bộ Môi trường và Nội vụ, trước khi trở thành Bộ trưởng Bộ Y tế và Dịch vụ Nhân sinh. Là Bộ trưởng Bộ Du lịch, Môi trường, Di sản và Văn hóa, bà đã dẫn đầu một phái đoàn đến Vương quốc Anh vào năm 2016.
Bà đã tham gia một lần nữa tại cuộc tổng tuyển cử năm 2016. Stubbs-Smith đã được bầu cử trở lại, nhưng kết quả đã bị thách thức bởi George Pratt của Phong trào Dân chủ Nhân dân, khi bà được bầu trở lại sau một vài lần kể lại dẫn đến kết quả hòa. Quyết định được đưa ra là ghi tên của cả Stubbs-Smith và Pratt trong một hộp và rút thăm ra người chiến thắng, với Stubbs-Smith do đó được tính là người chiến thắng bằng một phiếu bầu duy nhất. Thách thức của Pratt là vì lí do một người Turks và Caicos không thể bỏ phiếu vì họ thấy tên của họ không nằm trong danh sách bầu cử khi bà tham dự Trạm bỏ phiếu. Chánh án Margaret Ramsay-Hale đã bác bỏ thách thức và giữ nguyên quyết định.